# Iwan Herassymow

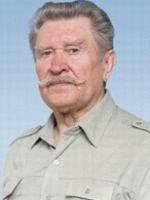
Iwan Herassymow

Iwan Oleksandrowytsch Herassymow (* 8. August 1921 in Pestrowka (Rajon Sterlitamak, Baschkirische ASSR, RSFSR); † 4. Juni 2008 in Kiew, Ukraine) war ein sowjetischer Armeegeneral und ukrainischer Politiker.
Herassymow war als Kommandeur eines Panzerregiments und Generalstabschef einer Panzerbrigade Teilnehmer am Deutsch-Sowjetischen Krieg. Nach dem Krieg war er unter anderem von Oktober 1968 bis November 1971 Kommandeur der 1. Gardepanzerarmee der Gruppe der Sowjetischen Streitkräfte in Deutschland bei Dresden.
Herassymow saß seit April 2002 für die Kommunistische Partei der Ukraine in der Werchowna Rada, dem ukrainischen Parlament. Dort war er der älteste Abgeordnete. 1999 wurde Herassymow die Auszeichnung Held der Ukraine verliehen.
Er starb 2008 in Kiew und wurde auf dem Kunzewoer Friedhof in Moskau beerdigt.

## Ehrungen
Herassymow erhielt zahlreiche Ehrungen, darunter:
- Leninorden (2×)
- Rotbannerorden (3×)
- Orden des Vaterländischen Krieges 1. Klasse
- Orden des Roten Sterns (2×)
- Bogdan-Chmelnizki-Orden 1., 2. und 3. Klasse
- Held der Ukraine